# Устругов, Леонид Александрович
Леони́д Алекса́ндрович Устругов (23 ноября 1877, Москва — 15 февраля 1938, Москва) — российский инженер-путеец. Министр путей сообщения Российского государства.

## Биография
Родился 23 ноября 1877 года; родители неизвестны. В 1891 году ему было присвоена фамилия усыновившей его дочери майора, Веры Гавриловны Уструговой.
Окончил Комиссаровское техническое училище (1897) и Петербургский институт инженеров путей сообщения (1902) со званием инженера путей сообщения и чином коллежского секретаря.

### Инженер путей сообщения
- В 1902—1906 годах — производитель работ по сооружению Московской окружной железной дороги.
- С 1 апреля 1906 года — помощник начальника участка пути Московско-Киево-Воронежской железной дороги.
- С 23 июня 1906 года — контролёр пассажирских поездов станции Москва-пассажирская.
- С 16 сентября 1906 года — запасный агент станции Москва-пассажирская.
- С 1 февраля 1907 года — помощник заведующего технического движения Северной железной дороги.
- С 1 января 1909 года — ревизор, с 15 июля 1909 года — старший ревизор службы движения Северной железной дороги.
- С 8 января 1911 года — помощник начальника службы движения Самаро-Златоустовской железной дороги.
- С 15 апреля 1913 года — начальник службы движения Омской железной дороги, заместитель начальника Омской железной дороги. За безупречное проведение мобилизационных работ в 1914 году награждён орденом св. Анны 3-й степени.
- С 1 мая 1916 года — начальник Омской железной дороги.
- С 1 ноября 1916 года — помощник начальника управления железных дорог Министерства путей сообщения России.
- С февраля до октября 1917 года — товарищ министра путей сообщения при Временном правительстве[1]

### Деятельность во времяГражданской войны
В ночь с 25 на 26 января 1918 года на тайном заседании Сибирской областной думы был заочно и без согласия с его стороны избран министром путей сообщения в левоцентристском антибольшевистском правительстве П. Я. Дербера. В апреле 1918 года на заседании собрания акционеров Китайской Восточной железной дороги (КВЖД) был избран членом временного правления КВЖД, входил в состав так называемого «Делового кабинета» во главе с генералом Д. Л. Хорватом в качестве министра путей сообщения.

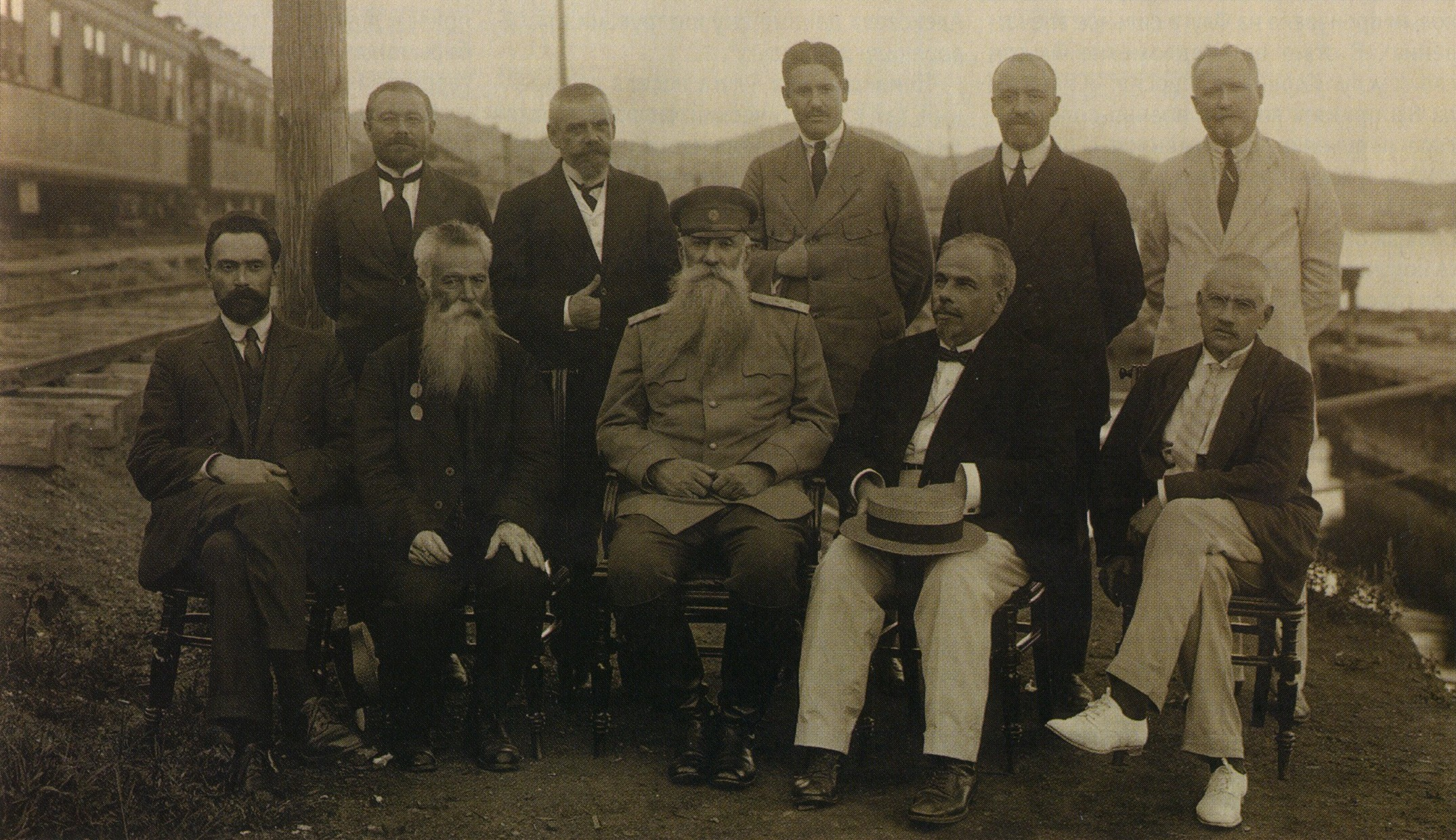
Правительство («деловой кабинет») генерала Л. Д. Хорвата. Владивосток, 1918 год. Сидят: Л. А. Устругов, М. О. Курский, Д. Л. Хорват, С. В. Востротин, В. Е. Флуг. Стоят: С. А. Таскин, В. Е. Алферьев, А. М. Окороков, В. А. Глухарёв, проф. Я. Я. Брандт. ГА РФ

С 4 ноября 1918 года — министр путей сообщения Временного Всероссийского правительства, с 18 ноября 1918 года — Российского правительства, действовавшего при Верховном правителе А. В. Колчаке. С 19 ноября 1918 года, одновременно, заместитель председателя Совета министров. Считался одним из наиболее компетентных членов правительства А. В. Колчака, мало интересовался политическими вопросами. В марте 1919 года во Владивостоке подписал соглашение по управлению Транссибирской магистралью с союзниками из Междусоюзного комитета, которое должно было улучшить пропускную способность, увеличить и упорядочить грузоперевозки этой железной дороги. Однако, по мнению историков, между Уструговым и американским инженером Стивенсом возникло двоевластие, отрицательно сказавшееся на работе магистрали.
Осенью 1919 года исполнял обязанности заведующего (начальника) военных сообщений тыла на правах помощника начальника штаба Верховного Главнокомандующего (министерством в это время управлял товарищ министра путей сообщения А. М. Ларионов).

### Эмиграция, возвращение, гибель
В 1920 году эмигрировал в Китай. Жил в Харбине, в 1924—1935 годах был вторым ректором Харбинского политехнического института, в котором получали инженерное образование русские эмигранты.
В 1935 году по приглашению правительства вернулся в СССР вместе с сотрудниками КВЖД — советскими гражданами. Некоторое время работал по специальности в Народном комиссариате путей сообщения в Москве; 7 октября 1937 года был арестован. Военной коллегией Верховного суда СССР 15 февраля 1938 года приговорён к расстрелу по обвинению в шпионаже и участии в контрреволюционной организации. В тот же день расстрелян и похоронен на расстрельном полигоне «Коммунарка» (бывшая дача Генриха Ягоды на Калужском шоссе на юг от Москвы). Реабилитирован в мае 1989 года Пленумом Верховного Суда СССР.

## Семья
- Первая жена — Елизавета Степановна. Дочери — Вера, Татьяна, Елена
- Вторая жена — Мария Ивановна Хроновская. Сыновья — Леонид, Николай[5]